# Lovesong (The Cure)
Lovesong is een nummer van de Britse band The Cure uit 1989. Het is de derde single van hun achtste studioalbum Disintegration.
The Cure-zanger Robert Smith heeft het nummer geschreven voor zijn vrouw Mary. Het nummer was aanvankelijk bedoeld als trouwcadeau, maar Smith besloot het later met zijn band op te nemen. Het nummer haalde de 18e positie in het Verenigd Koninkrijk. In Nederland bleef het nummer echter steken op de 17e positie in de Tipparade. De Vlaamse Radio 2 Top 30 werd wel nog net gehaald, daar haalde het de 30e positie.

## NPO Radio 2 Top 2000
| Nummer met noteringen in de NPO Radio 2 Top 2000 | '16  | '17  | '18  | '19  | '20  | '21  | '22  | '23  | '24  |
| ------------------------------------------------ | ---- | ---- | ---- | ---- | ---- | ---- | ---- | ---- | ---- |
| Lovesong                                         | 1947 | 1916 | 1969 | 1674 | 1824 | 1812 | 1526 | 1493 | 1451 |

1. ↑  Een vetgedrukt getal geeft de hoogste notering aan.
2. ↑  2016 was het eerste jaar met een notering voor dit nummer.

## Andere versies
Van Lovesong zijn diverse covers verschenen, onder meer door Tori Amos, Adele en Williamsburg Salsa Orchestra in genoemd genre.